# Viguieranthus umbilicus
Viguieranthus umbilicus är en ärtväxtart som beskrevs av Villiers. Viguieranthus umbilicus ingår i släktet Viguieranthus och familjen ärtväxter. Inga underarter finns listade i Catalogue of Life.